# Tarasa cerratei
Tarasa cerratei är en malvaväxtart som beskrevs av Antonio Krapovickas. Tarasa cerratei ingår i släktet Tarasa och familjen malvaväxter. Inga underarter finns listade i Catalogue of Life.